# Ranfjord
El fiordo de Ranfjord (en noruego: Ranfjorden) es un fiordo de Noruega localizado en aguas del mar de Noruega, en la parte central de la costa occidental de la península escandinava. Administrativamente sus riberas pertenecen al antiguo distrito de Helgeland del condado de Nordland. La mayor parte del fiordo se encuentra en el municipio de Rana, pero las riberas del fiordo también pertenecen a Hemnes, Vefsn, Leirfjord, Nesna y Dønna. Las localidades más importantes en sus riberas son Mo i Rana (18.141 hab. en 2011), Hauknes (2.013 hab.), Utskarpen   (unos 900 hab.) y Bardalssjøen (unos 100 hab.).
El fiordo se interna en el continente en dirección este-oeste unos 68 km: la parte interior es exuberante y boscosa, y está más poblada; las partes occidentales son estrechas, de empinadas laderas y poco habitadas. Hay un estrecho que conecta con el Sørfjorden y el Elsfjorden en el pueblo de Hemnesberget. La carretera de la ruta europea E06 sigue parte de la costa sur del fiordo en su camino hacia Mo i Rana.
Dos ríos desaguan en el fiordo: el río Ranelva, de 130 km, que desemboca en Mo i Rana, en el fondo del fiordo; y el Røssåga.

## Galería de imágenes

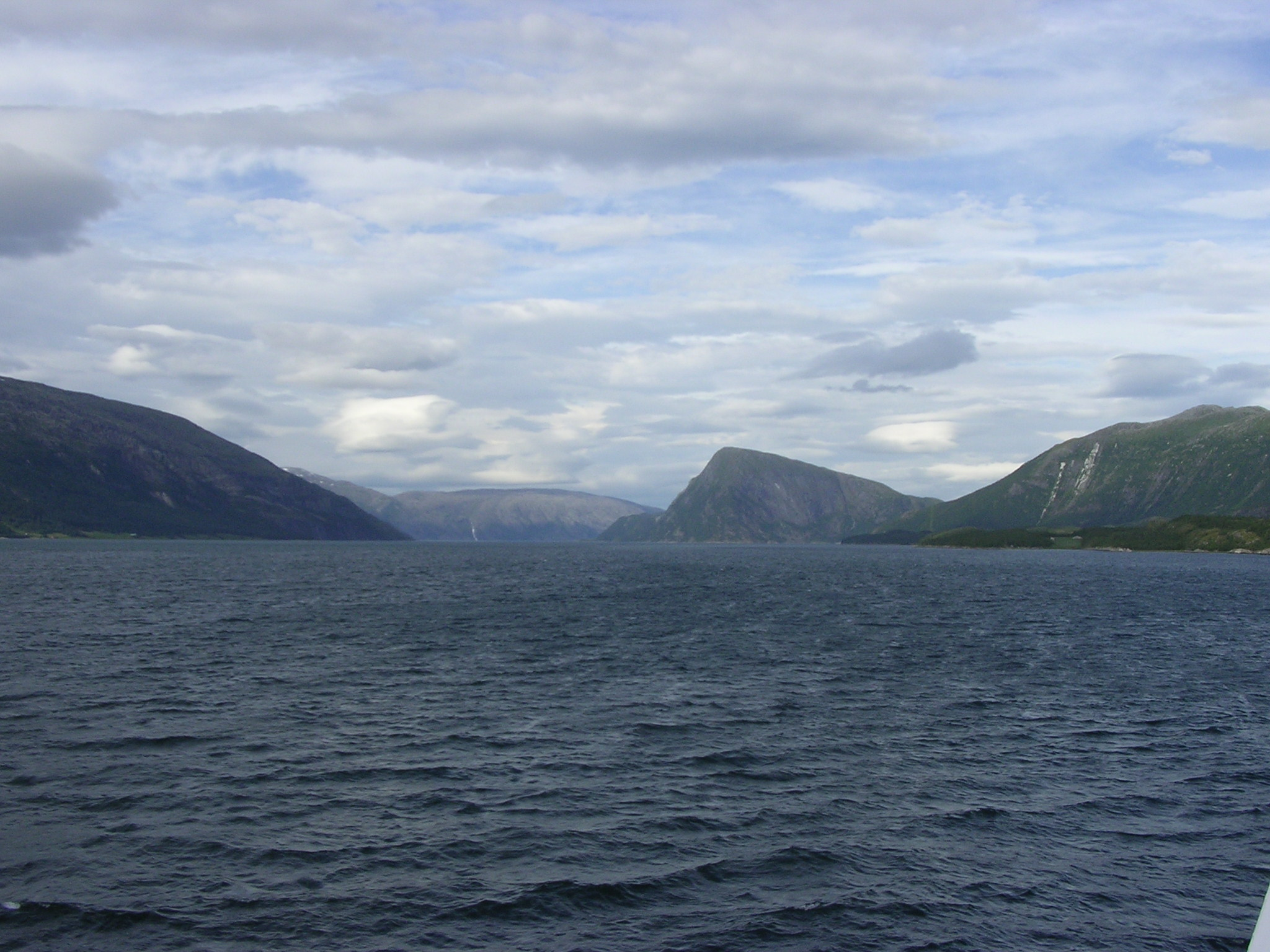
Vista hacia el este en el Ranfjord
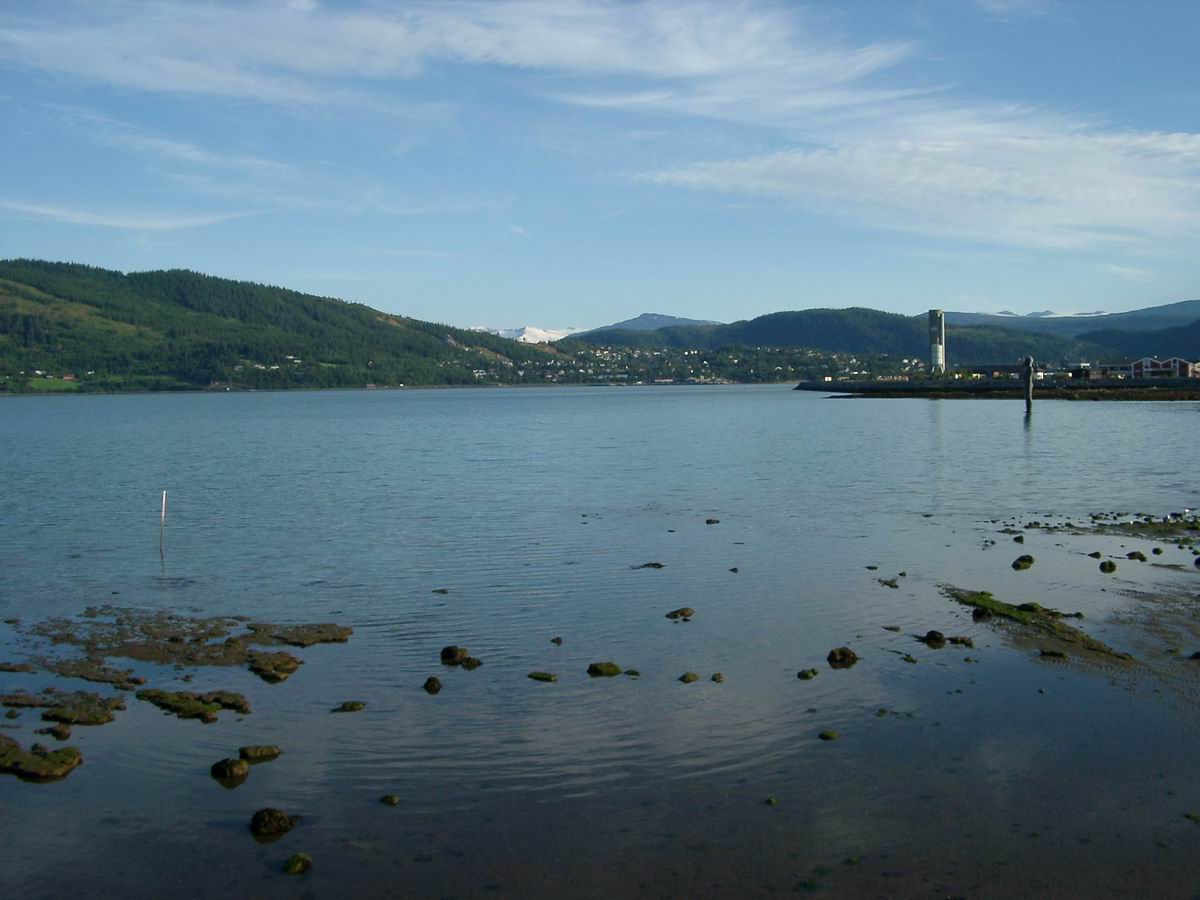
El extremo interior del Ranfjord cerca de Mo i Rana
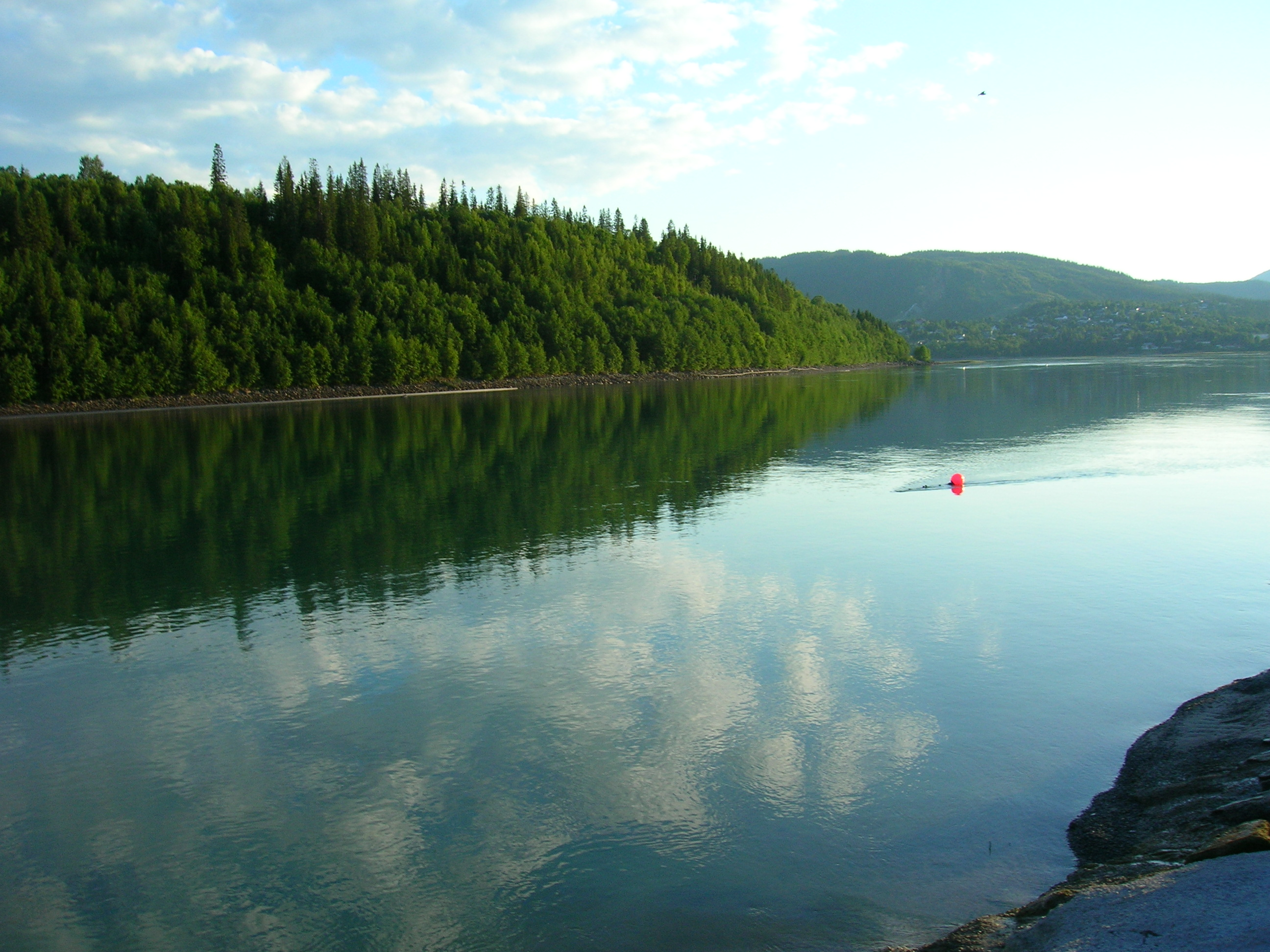
Cerca de Ytteren, en Rana
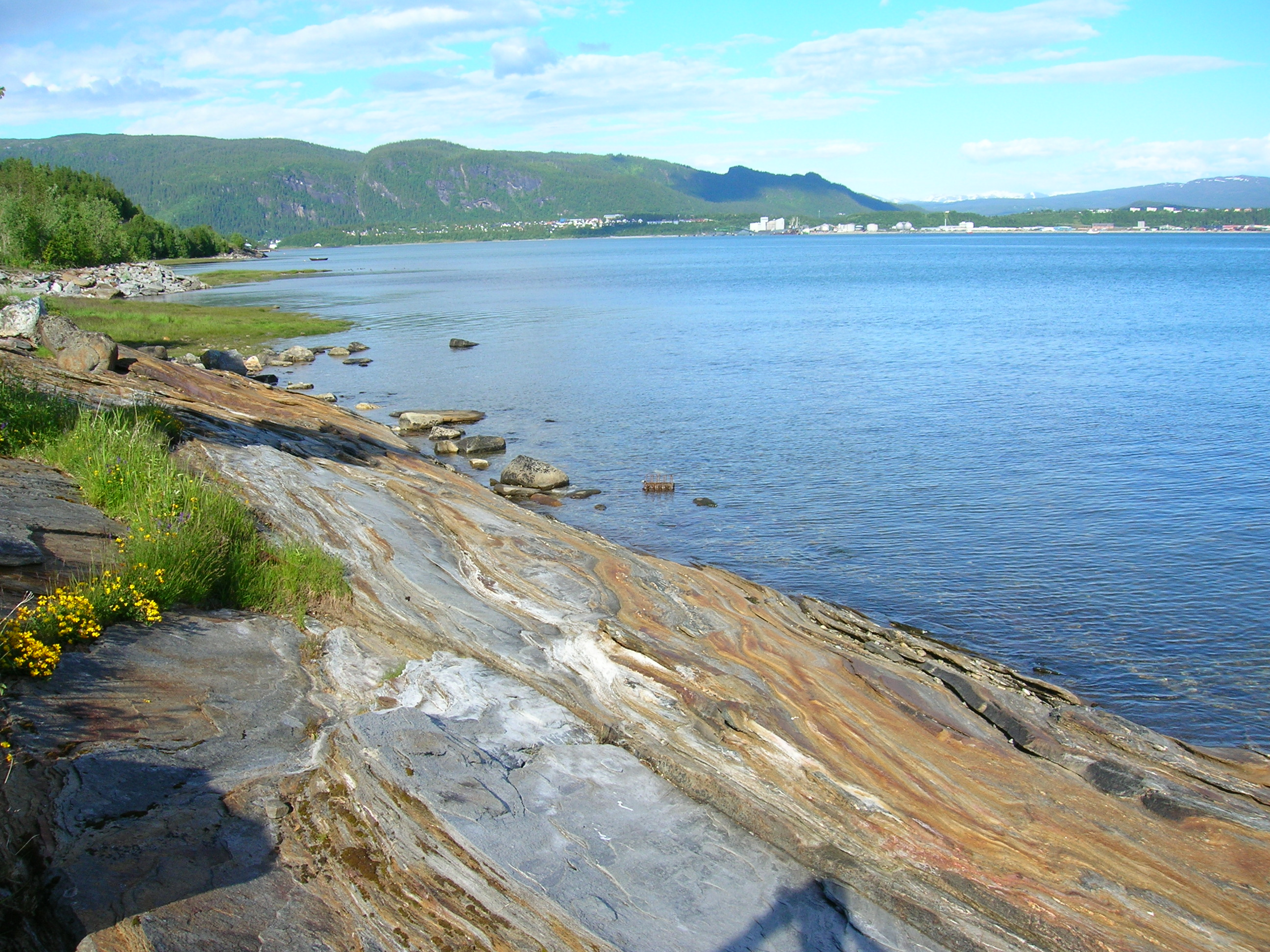
Vista entre Båsmoen y Alteren, en Rana